# 深岬パトラ
深岬 パトラ（みさき パトラ、1986年1月10日 - ）は、日本の女性総合格闘家。長野県松本市出身。
リングネームのパトラはクレオパトラに由来している。入場時にはクレオパトラとストリートファイターのバルログをイメージしたコスチュームを身に付けて入場する。

## 来歴
小学生で空手道禅道会に入門。
2008年10月5日、リアルファイティング空手道選手権大会・女子52kg以下級に出場。決勝で北村裕子に敗れ、準優勝となった。
2008年11月16日、JEWELS 旗揚げ戦で行われたアマチュアデビュー戦で大矢裕子（アミバ）と対戦し、腕ひしぎ十字固めで一本負け。
2009年2月4日、プロデビュー戦となったJEWELS 2nd RINGで吉田正子と対戦し、ドクターストップによりTKO負けとなった。
2009年5月16日、JEWELS 3rd RINGで長野美香と対戦し、腕ひしぎ十字固めで見込み一本負け。この試合よりリングネームを深岬パトラに変更した。
2009年10月4日、リアルファイティング空手道選手権大会・女子48kg以下級に出場。決勝で小澤亮子に勝利し、優勝を果たした。
2009年12月11日、JEWELS 6th RINGで井上由美子と対戦し、3-0の判定勝ち。5戦目にしてJEWELS初勝利を挙げた。
2010年7月31日、JEWELS 9th RINGでアミバと再戦し、腕ひしぎ十字固めで一本負けを喫した。
2010年10月3日、リアルファイティング空手道選手権大会・女子52kg以下級に出場。準決勝で金子真理と対戦し、優勢負けを喫した。
2010年10月10日、JEWELS 10th RINGで開幕したROUGH STONE GP 2010 -48kg級に出場。準決勝で石川菊代と対戦し、腕ひしぎ十字固めで一本負けを喫した。

## 戦績

### プロ総合格闘技
| 総合格闘技 戦績 | 総合格闘技 戦績 | 総合格闘技 戦績 | 総合格闘技 戦績 | 総合格闘技 戦績 | 総合格闘技 戦績 | 総合格闘技 戦績 |
| --------------- | --------------- | --------------- | --------------- | --------------- | --------------- | --------------- |
| 6 試合          | (T)KO           | 一本            | 判定            | その他          | 引き分け        | 無効試合        |
| 1 勝            | 0               | 0               | 1               | 0               | 0               | 0               |
| 5 敗            | 1               | 4               | 0               | 0               | 0               | 0               |

| 勝敗 | 対戦相手   | 試合結果                        | 大会名                                                  | 開催年月日     |
| ×    | 石川菊代   | 1R 2:24 腕ひしぎ十字固め        | JEWELS 10th RING 【ROUGH STONE GP 2010 -48kg級 準決勝】 | 2010年10月10日 |
| ×    | アミバ     | 2R 2:27 腕ひしぎ十字固め        | JEWELS 9th RING                                         | 2010年7月31日  |
| ○    | 井上由美子 | 5分2R終了 判定3-0               | JEWELS 6th RING                                         | 2009年12月11日 |
| ×    | 小寺麻美   | 2R 1:56 腕ひしぎ三角固め        | JEWELS 5th RING 【ROUGH STONE GP 2009 -48kg級 1回戦】   | 2009年9月13日  |
| ×    | 長野美香   | 1R 2:09 腕ひしぎ十字固め        | JEWELS 3rd RING                                         | 2009年5月16日  |
| ×    | 吉田正子   | 1R 0:54 TKO（ドクターストップ） | JEWELS 2nd RING                                         | 2009年2月4日   |

### アマチュア総合格闘技
| 勝敗 | 対戦相手           | 試合結果                 | 大会名          | 開催年月日     |
| ×    | 大矢裕子（アミバ） | 1R 4:03 腕ひしぎ十字固め | JEWELS 旗揚げ戦 | 2008年11月16日 |

## 獲得タイトル
- 2008 リアルファイティング空手道選手権大会 52kg以下級 準優勝[3]
- 2009 リアルファイティング空手道選手権大会 48kg以下級 優勝[5]